# Fokker 70
O Fokker F70 ou Fokker 70, é um avião a jato, bimotor, de médio alcance, fabricado pela empresa holandesa Fokker. É uma versão menor do Fokker 100. Tanto o F70 quanto o F100 foram baseados na primeira aeronave comercial a jato produzido pela empresa, o Fokker F28. Desde seu primeiro voo em 1993, 47 aeronaves, além de um protótipo, foram produzidos e 38 permanecem operando ao redor do mundo.

## Projeto e desenvolvimento
Seu desenvolvimento foi iniciado em novembro de 1992, tendo como base o Fokker 100. O objetivo do fabricante holandês era oferecer ao mercado um substituto do Fokker F28, com uma aeronave mais moderna e mais eficiente em termos de combustível. O primeiro voo foi realizado no dia 4 de abril de 1993, na sede da companhia em Woensdrecht, ao sul da Holanda, e teve uma duração de três horas. Após, o Fokker 70 voou para Granada e para a Espanha, onde muitas horas foram cumpridas para obter a certificação. A primeira aeronave de produção voou em julho de 1994. A certificação foi obtida em 14 de outubro de 1994, enquanto que a primeira entrega do Fokker 70 para um cliente, a Ford Motor Company (em uma versão Executive Jet), ocorreu mais tarde no mesmo mês. O cliente de lançamento de linha aérea foi a companhia aérea indonésia Sempati Air.
Seu projeto foi baseado em requisitos feitos por algumas empresas aéreas, para as quais o Fokker 50 ou o ATR 42 eram muito pequenos, e o Boeing 737 ou MD-80, muito grandes. O plano consistiu em cortar várias seções da fuselagem do Fokker 100, removendo 4,62 metros do comprimento total da aeronave, mas mantendo a asa e a cauda. Com estas especificações, a capacidade total passou para 80 passageiros, ou 70 passageiros nos Estados Unidos, devido a requisitos de certificação da Federal Aviation Administration (FAA).
O Fokker 70 é motorizado com dois turbofan Rolls-Royce Tay 620, localizados na parte traseira da fuselagem, produzindo 61,6 kN (13.849 lb) de empuxo. O peso varia de 22 673 kg (50 000 lb) quando vazio até 41 730 kg (92 000 lb) no MTOW. Um freio aerodinâmico instalado na seção da cauda do F70 - similar ao encontrado no BAe 146 - permite que ele realize a aproximação de 5,5º no Aeroporto da Cidade de Londres. Sua suíte de aviônicos é similar ao Fokker 100.
A maioria dos Fokker 70 entraram em serviço na Europa, mas em 1995, duas aeronaves foram entregues para a subsdiária da Mesa Air, a Desert Sun Airlines, e foram operados em voos como America West Express como parte de um esforço de tentar introduzir o Fokker 70 nos Estados Unidos. O contrato de compra permitia ao operador devolver a aeronave dentro de 12 a 18 meses. Apesar dos primeiros Fokker 100 terem sido bem vistos nos Estados Unidos com os pedidos da American Airlines e da USAir (que foi posteriormente fundida à American Airlines), nenhum outro Fokker 70 foi entregues para serviço no país. A falência da Fokker em março de 1996, acabou com quaisquer esperanças de produção desta aeronave para o mercado norte-americano. As duas aeronaves operadas pela subsidiária da Mesa Airlines tornaram-se caras para operação e foram devolvidas em 1997.
O último Fokker 70 foi entregue em abril de 1997. No total, 47 unidades foram construídas. 

## Operadores atuais
Em setembro de 2017, 39 aeronaves ainda estavam em serviço em oito companhias aéreas e uma operando para o governo:

### Empresas aéreas

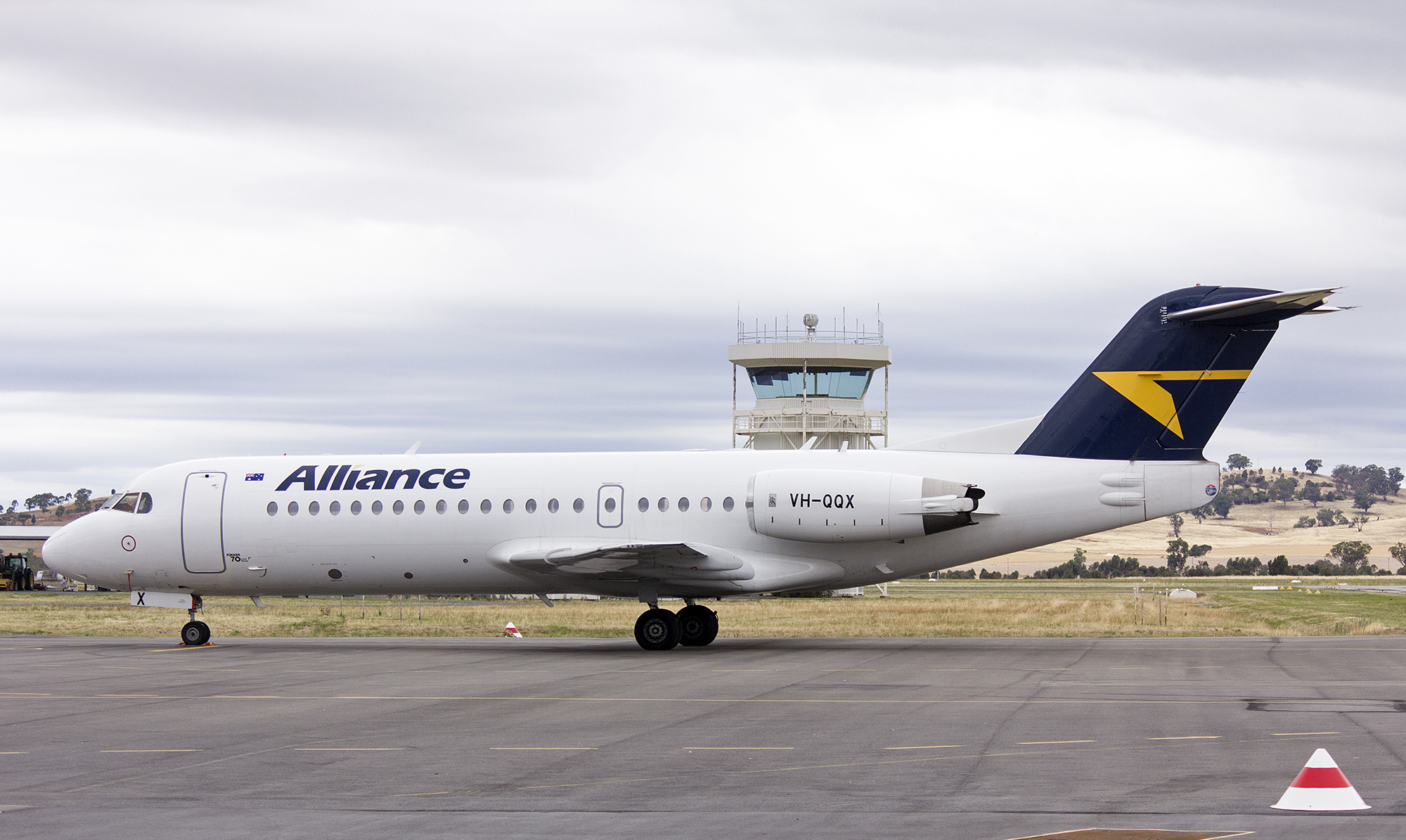
Alliance Airlines Fokker 70, maior operador deste tipo.

- Air Niugini (9)
- Alliance Airlines (11)
- Fly All Ways (2)
- Insel Air (4)
- SKA Group (1)
- TransNusa (1)

### Governo
- Governo da Quénia (1)
- Força Aérea de Mianmar (2)

## Acidentes e incidentes
- No dia 5 de janeiro de 2004, às 08h17, um Fokker 70 da Austrian Airlines (matrícula OE-LFO) se acidentou em um campo coberto de neve, próximo ao Aeroporto de Munique. A aeronave efetuava o Voo 111, de Viena para Munique, com 28 passeiros e 4 tripulantes a bordo, quando os motores falharam durante a descida para o pouso, devido à formação de gelo. A aeronave ficou severamente danificada, entretanto apenas três passageiros sofreram lesões leves.[7][8][9]